# 特普利采縣

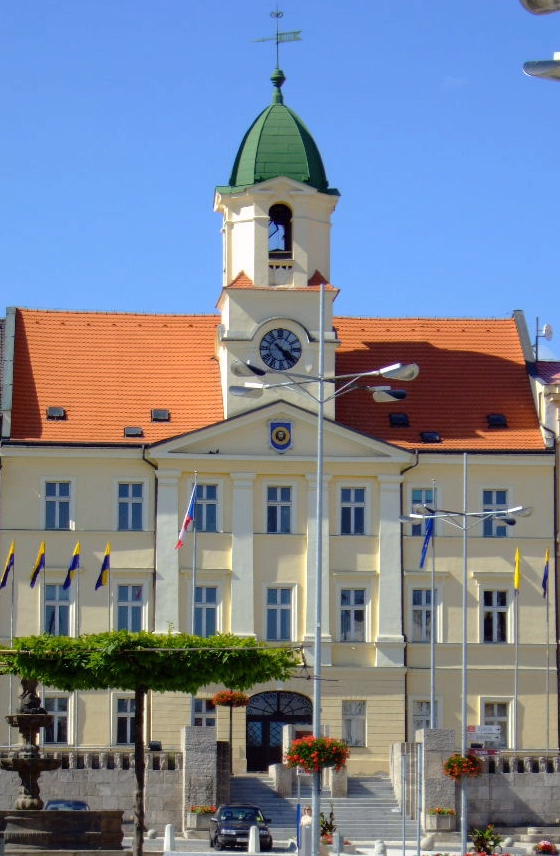

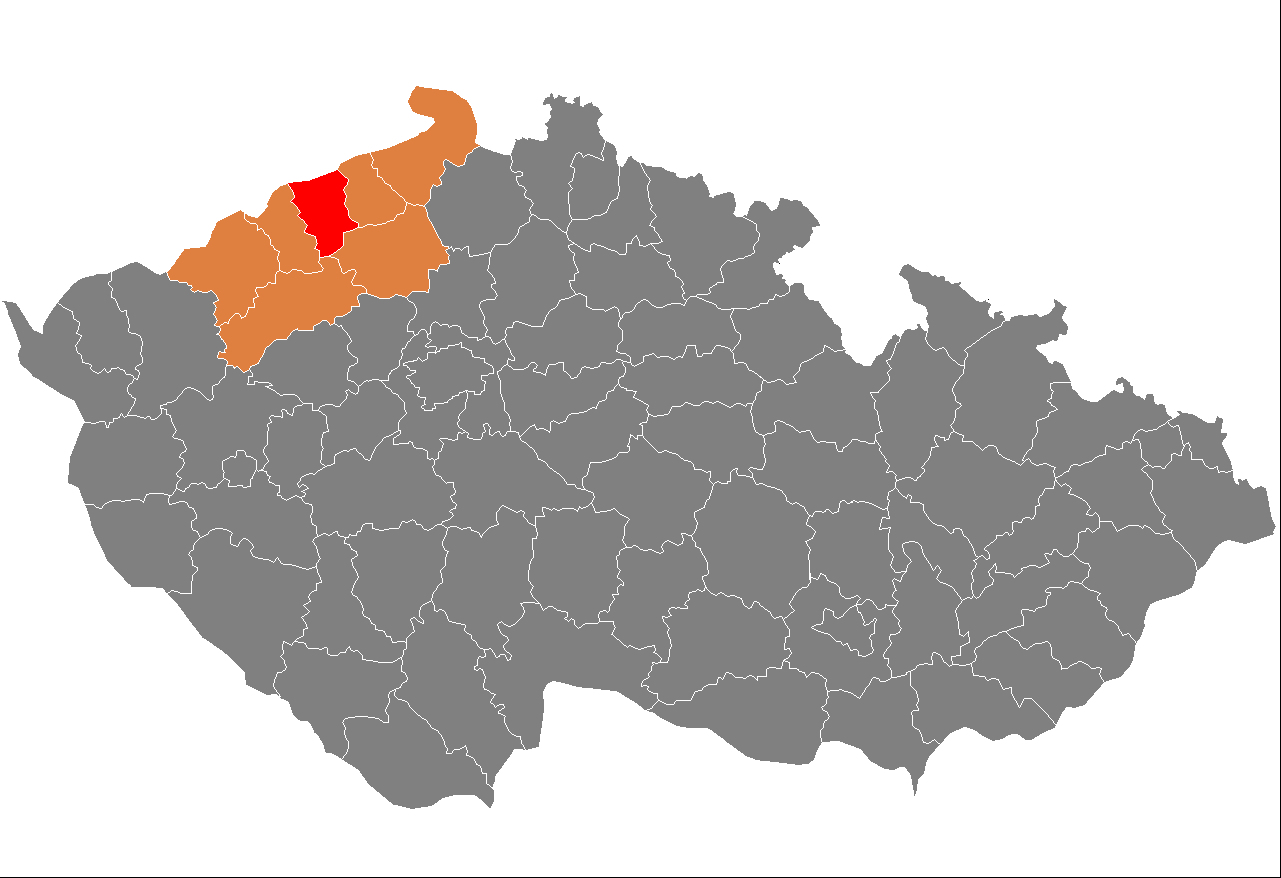

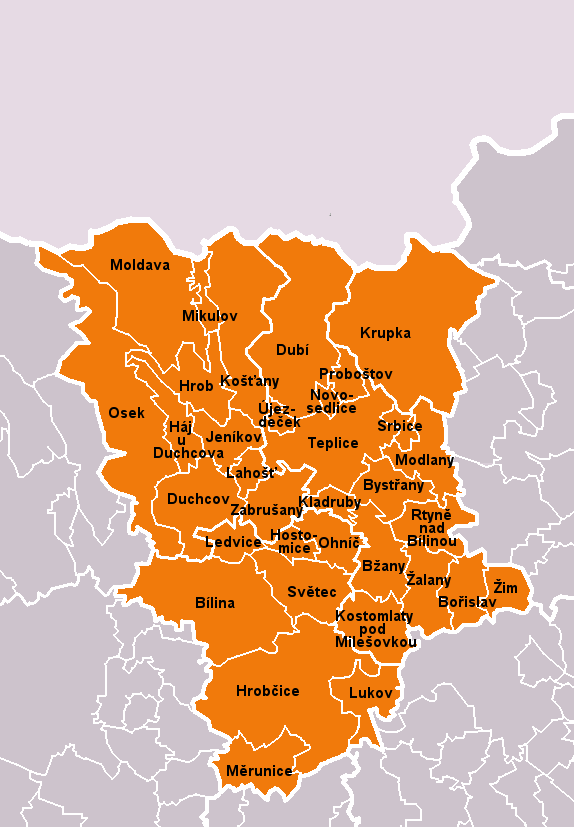

50°38′24″N 13°49′28″E / 50.64000°N 13.82444°E
特普利采縣（捷克語：Okres Teplice），是捷克的縣份，位於該國西北部，由烏斯季州負責管轄，首府設於特普利采，面積469平方公里，2009年人口134,163，人口密度每平方公里286人。